# Georges Ier d'Alexandrie
Pour les articles homonymes, voir Georges Ier.
Georges Ier d'Alexandrie est  Patriarche d'Alexandrie vers  620 à 630.

## Contexte
Il succède à Jean l'Aumônier. Une biographie de Jean Chrysostome, intégrée par Photius dans sa Myriobiblos, lui a été attribuée, ainsi que des fragments de Psaume 2.
Selon la Chronique de Théophane le Confesseur son épiscopat de 14 années commence en 619/620 et se termine en 632/633.